# Harpacticus koenigi
Harpacticus koenigi is een eenoogkreeftjessoort uit de familie van de Harpacticidae. De wetenschappelijke naam van de soort is voor het eerst geldig gepubliceerd in 1928 door Pesta.